# Джордж Іннес
Джордж Іннес (англ. George Inness; 5 травня 1825, Ньюбург — 3 серпня 1894) — художник-пейзажист зі Сполучених Штатів, представник тоналізму.

## Ранні роки
Родина мешкала неподалік міста Нью-Йорк. Майбутній художник був сином небагатого фермера Джона Вільяма Іннеса. Його мати Кларисса Болдуїн мала тринадцять дітей, Джордж Іннес був п'ятим з тринадцяти дітей.
Батько готував сина до кар'єри торговця і в родині не сприймали художні здібності сина за серйозні. Лише упертість сина примусила батька поступитися прагненням сина. Юнака пристроїли у гравюрну майстерню у Нью-Йорку, де виготовляли географічні мапи. Навчання у майстерні з її вимогами конкретності і точності вплинуло на ранні твори митця, що дотримувався точності і несміливих втручань у враження від натури. Навіть у вигаданих і привабливих природних мотивах він поки що дотримувався академічного підходу до створення пейзажів, працював за настановами академізму з його розподілом на три плани, використовував здебільшого коричнему («музейну») кольорову гамму. Все це надало підстави ранні твори митця віднести до школи річки Гудзон.

## Впливи західноєвропейських митців і мотивів

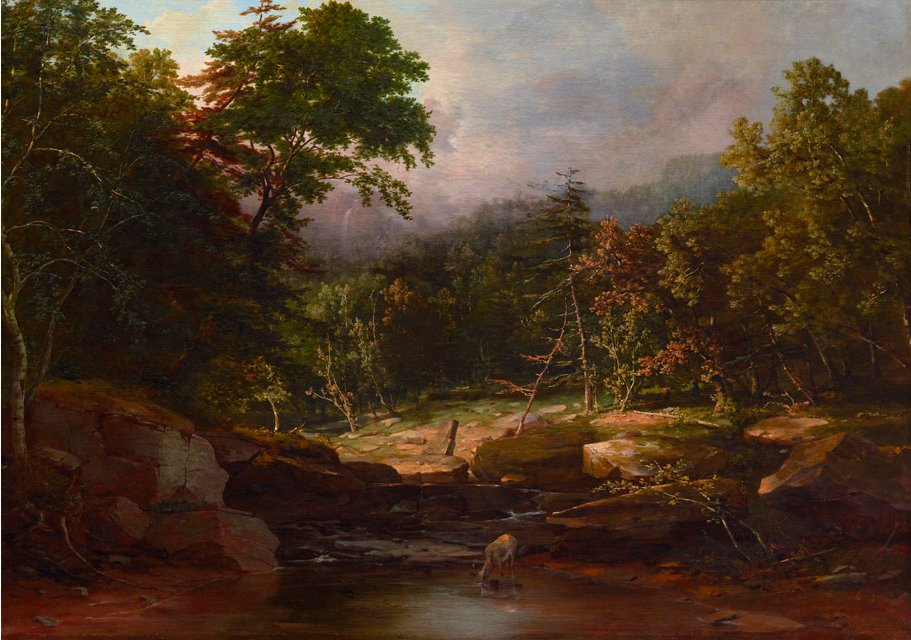
«Тихий ручай у горах», 1850 р.

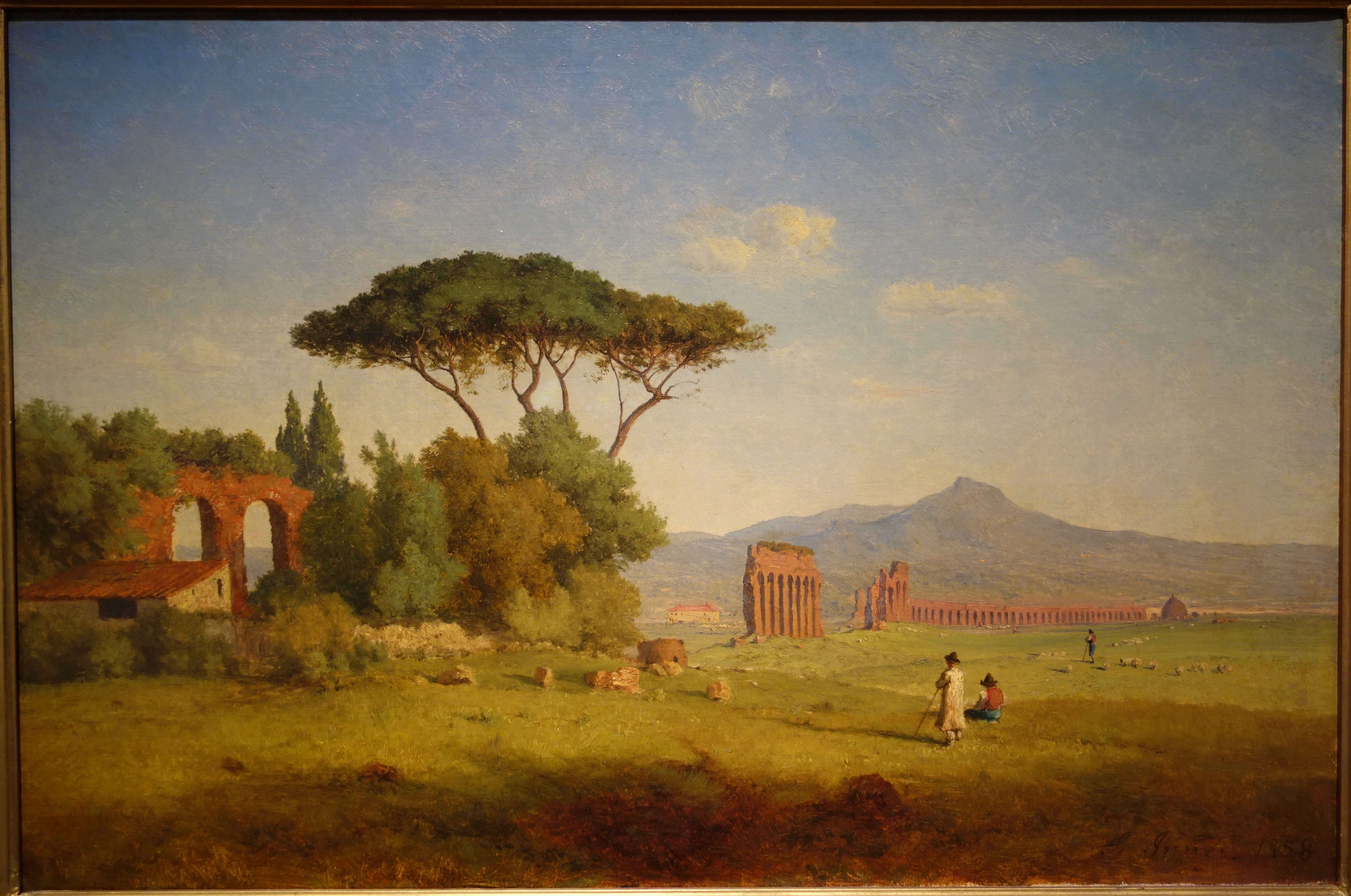
«Римська Кампанья. Залишки акведука», 1858 рік. Нью Бритн музей американського мистецтва.

З 1840-х років фінансовий стан молодого художника покращився і він почав відвідувати мекку художників 19 століття — Францію. Перебування у Франції відзначене вивченням творів місцевих художників, серед котрих його привабили майстри Барбізонської школи і авторитет Каміля Коро. На творах Каміля Коро лежала печатка надуманості і нудьги. Дещо подібне матимуть і пейзажі французького періоду Джорджа Іннеса, що пише невибагливі сільські краєвиди з різними ефектами освітлення і навіть у тих же місцях, де працюють місцеві митці, наприклад, у Нормандії в Етрета́.
Від банальності і провінційності картини Джорджа Іннеса, однак, рятують індивідуальний підхід, прагнення до правдивості, сміливість, що була нарешті розкута під впливом французьких художників і творів англійця Джона Констебла, бачених на той час у збірках Франції.
Аби заробити грошей, Джордж Іннес створює краєвиди для декорування кабінетів багатіїв — з їх спокійними пейзажами, тихими гірськими ручаями, пастухами, картини трохи оживляють спокійні стафажні фігурки, дикі або свійські тварини тощо. Світ художника і глядачів не тривожать навіть численні бурі на його картинах.

## Жвавий інтерес до політики у США
Художник відрізнявся жвавим інтересом до тогочасної політики США. Його зрілі роки припали на роки громадянської війни 1861—1865 років і офіційного скачування рабства у США. Віра у прогрес зігрівала художника у його практичній діяльності. Так, він зажадав приєднатися до армії північних штатів, що воювала з арміями рабовласницького Півдня США. Його не беруть через хворобливий стан здоров'я. Аби бути корисним актуальній суспільній справі, художник витрачав час на збори коштів для вояків-сіверян та на агітацію вступати у їх армію.
Рік офіційного припинення громадянської війни позначений створенням його картини «Мир і добробут». Картина мала успіх на хвилі ентузіазму по перемозі армій сіверян над арміями рабовласницького Півдня США. Картина розійшлася мільйонами примірників, хоча там було лише зображення долини річки Делавер.

## Призабутий художник
У серпні 1894 року художник помер. Національна Академія мистецтв відзначила його пишним похованням.
На злам 19-20 століть у США прийшовся фінансовий успіх академічного реалізму та спокійного місцевого імпресіонізму, обидва вдало експлуатували не свої знахідки. Безтривожне мистецтво Джорджа Іннеса не було близьким ні до жодного з них, як і до агресивних авангардизму та абстракціонізму.
Джордж Іннес потрапив до призабутих митців. Відродження помірного інтересу до місцевого художника відбулося лише на хвилі пожвавлення інтересу до історії мистецтва США у 19 столітті.

## Обрані твори

Джордж Іннес. «Захід сонця в Етрета, Франція». 1875 рік

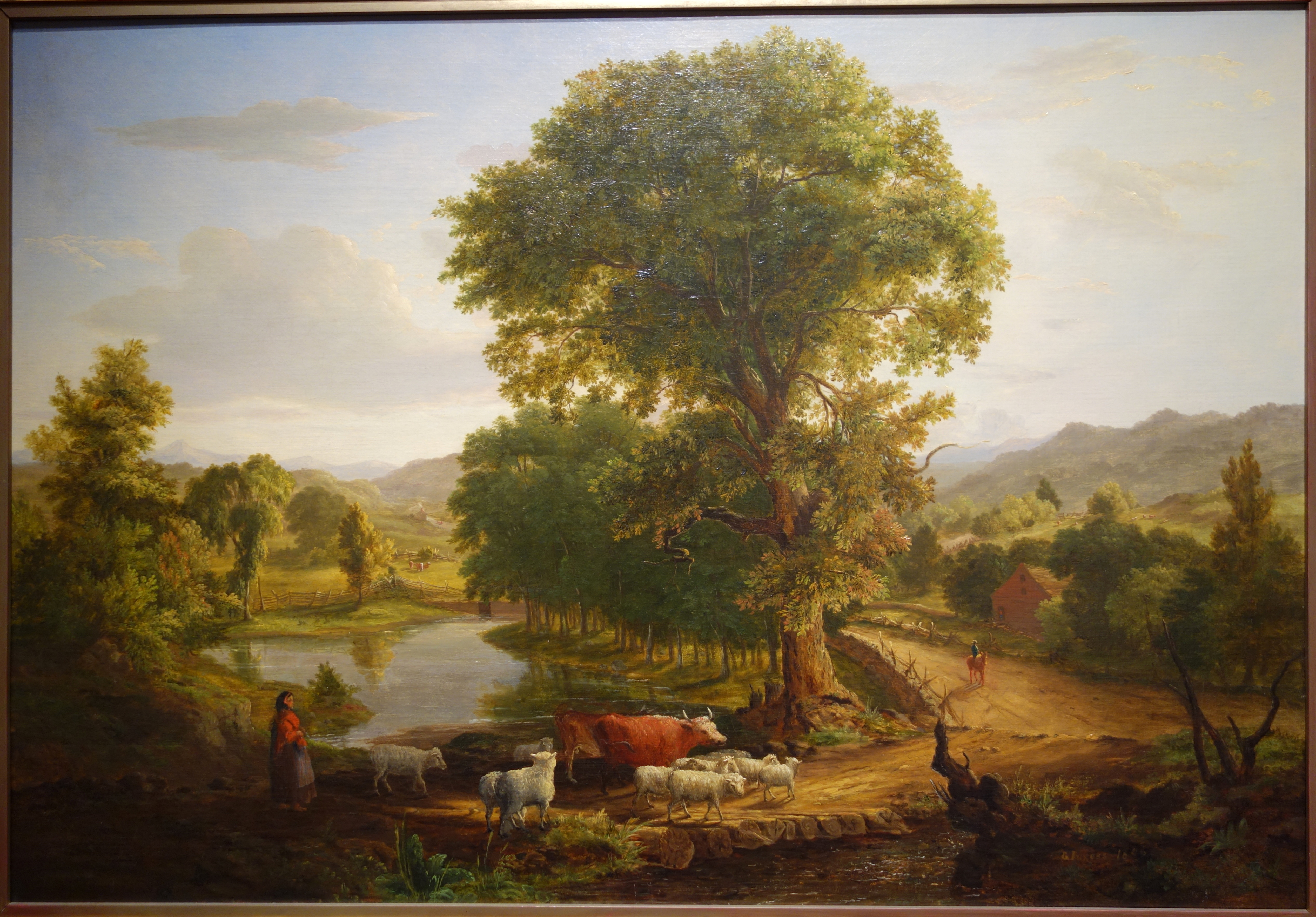
«Друга половина дня», 1846 р.
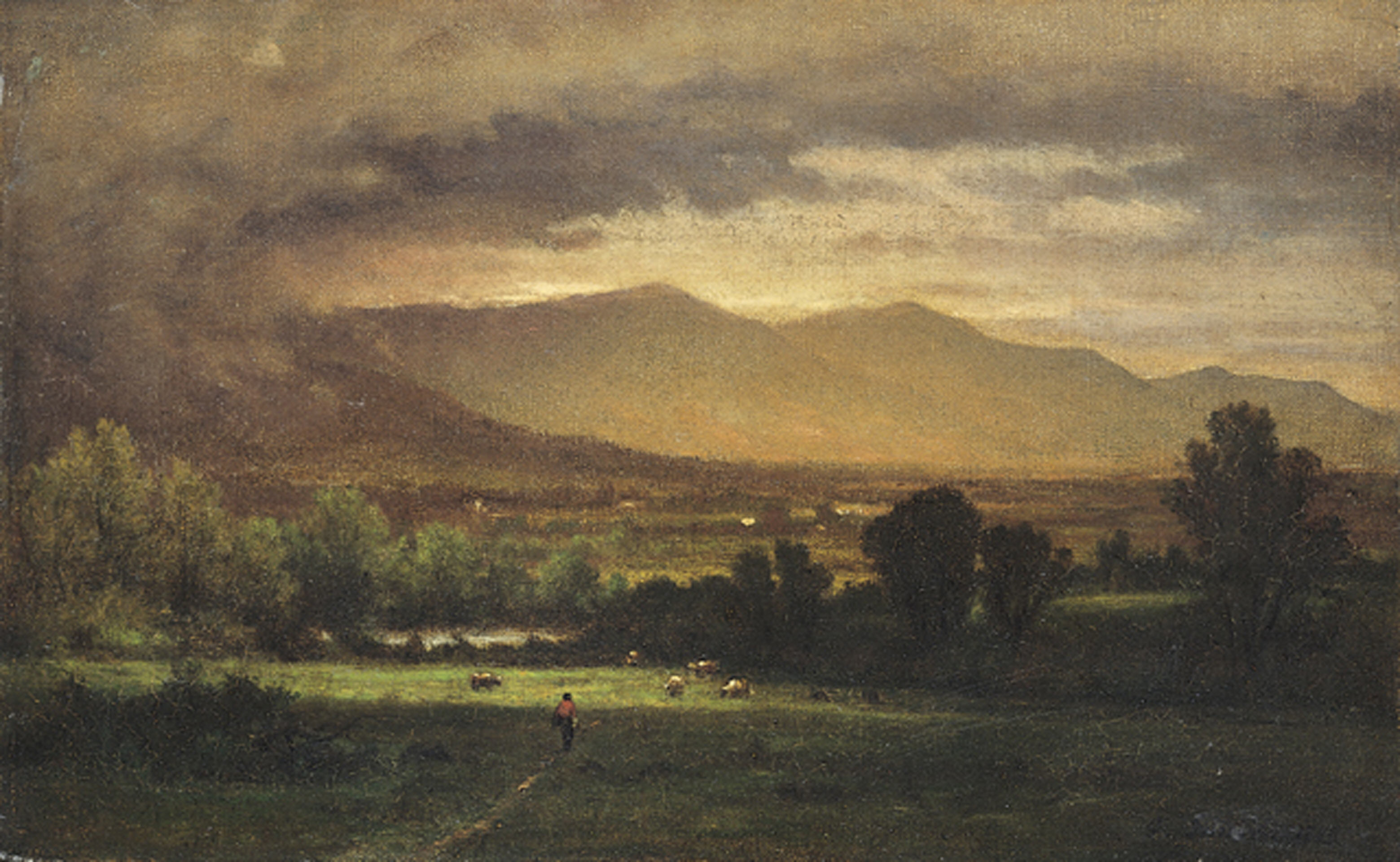
«Долина Делавер», 1860 р.
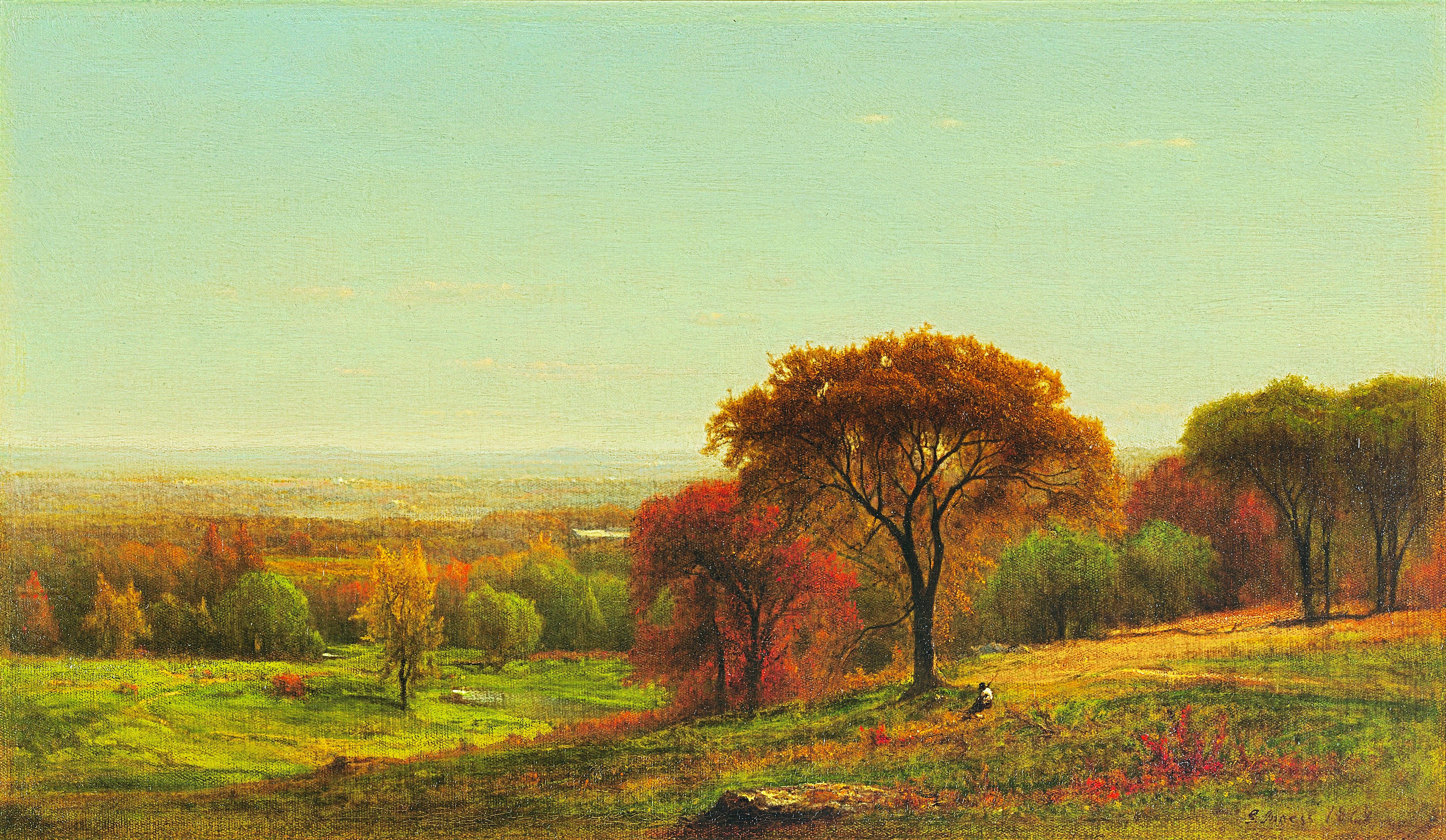
«Долина перед пагорбами Кетскілла», 1868 р.
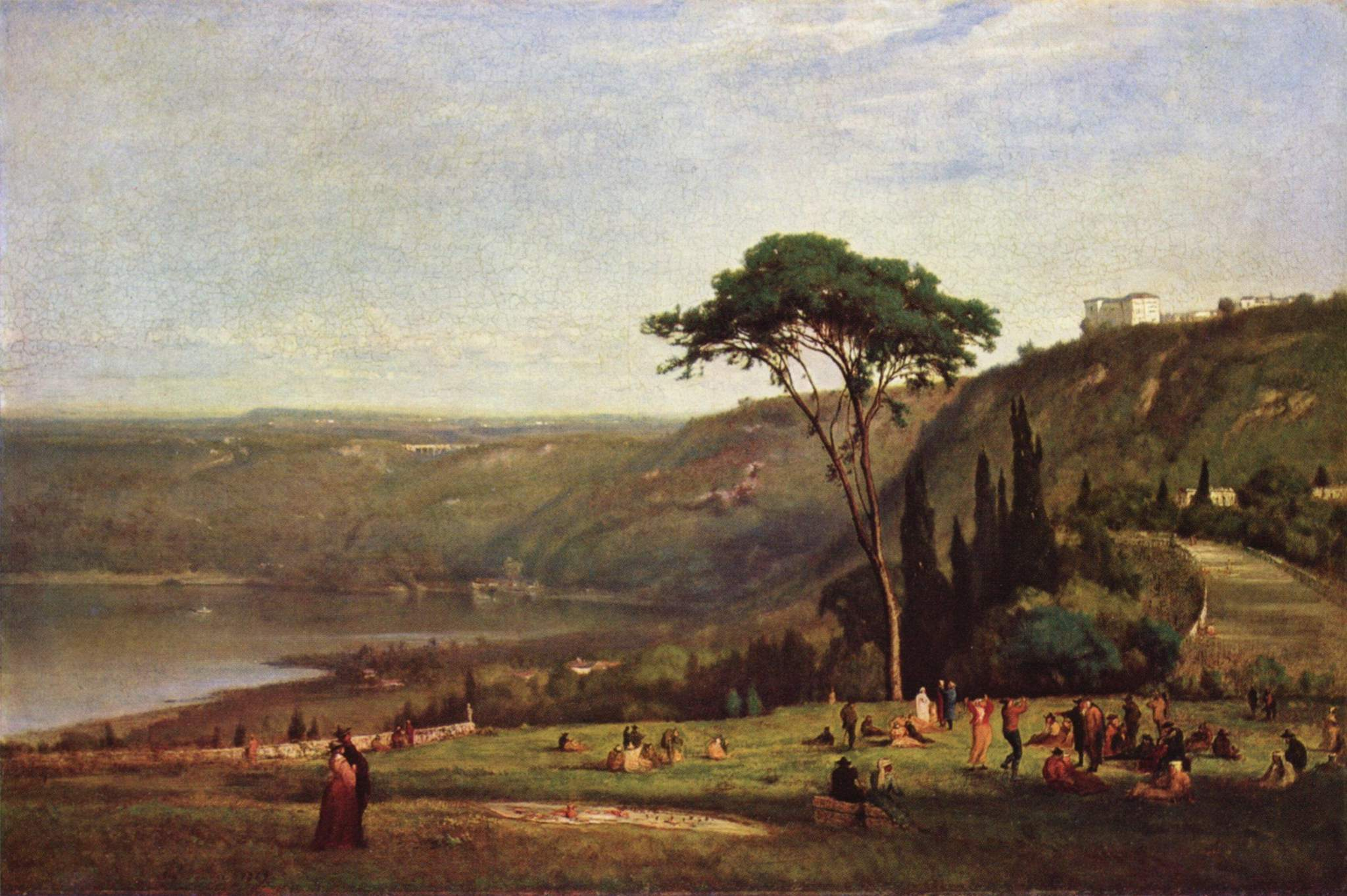
«Озеро Альбано, Італія», 1869 р.
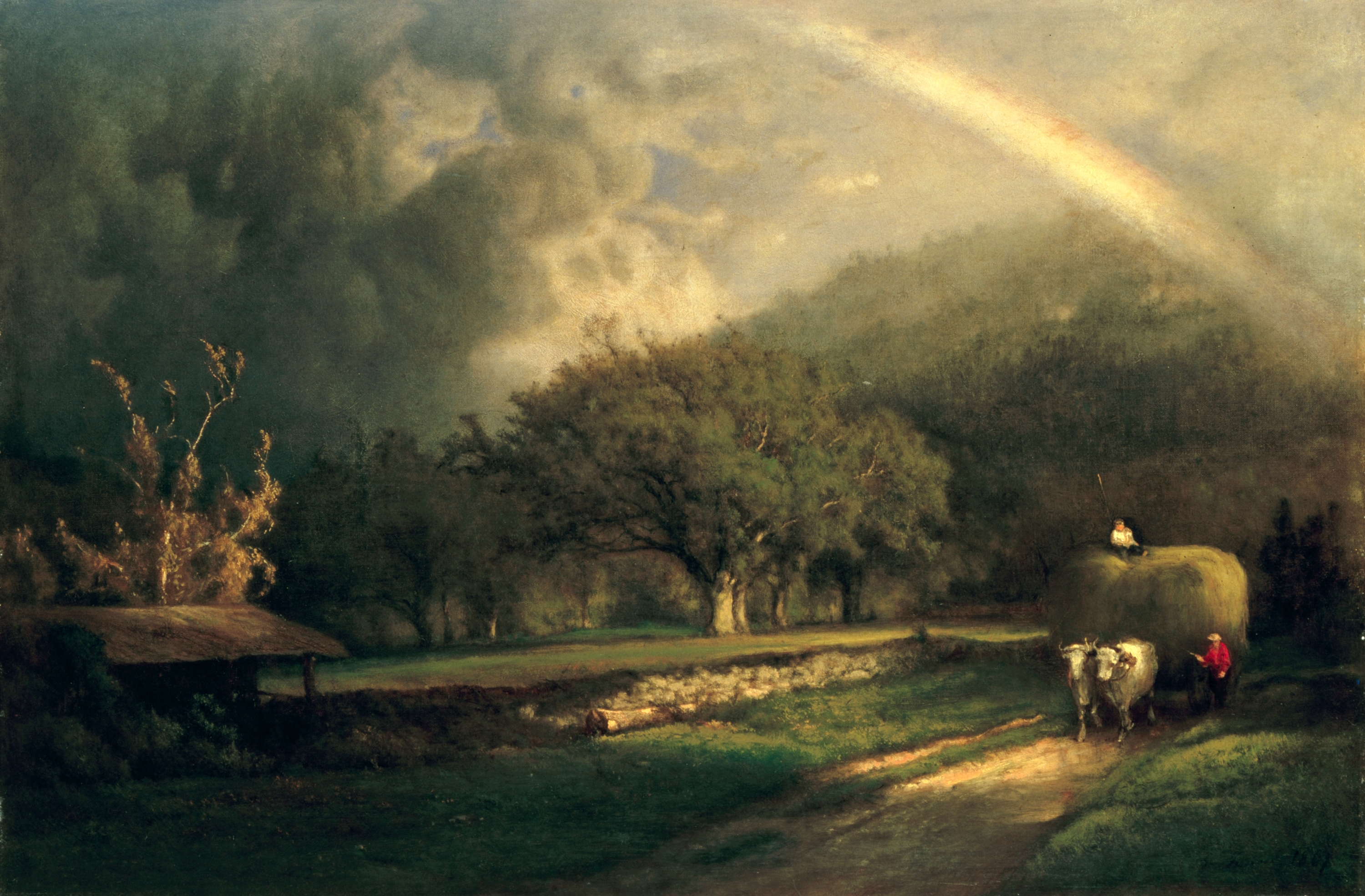
«Веселка над схилами Беркшира», 1869 р.
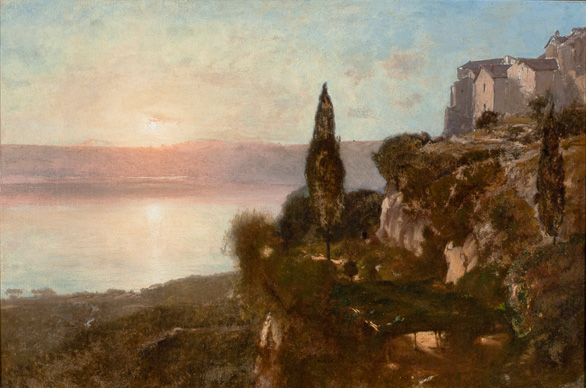
«Краєвид з озером Немі», 1871 р.
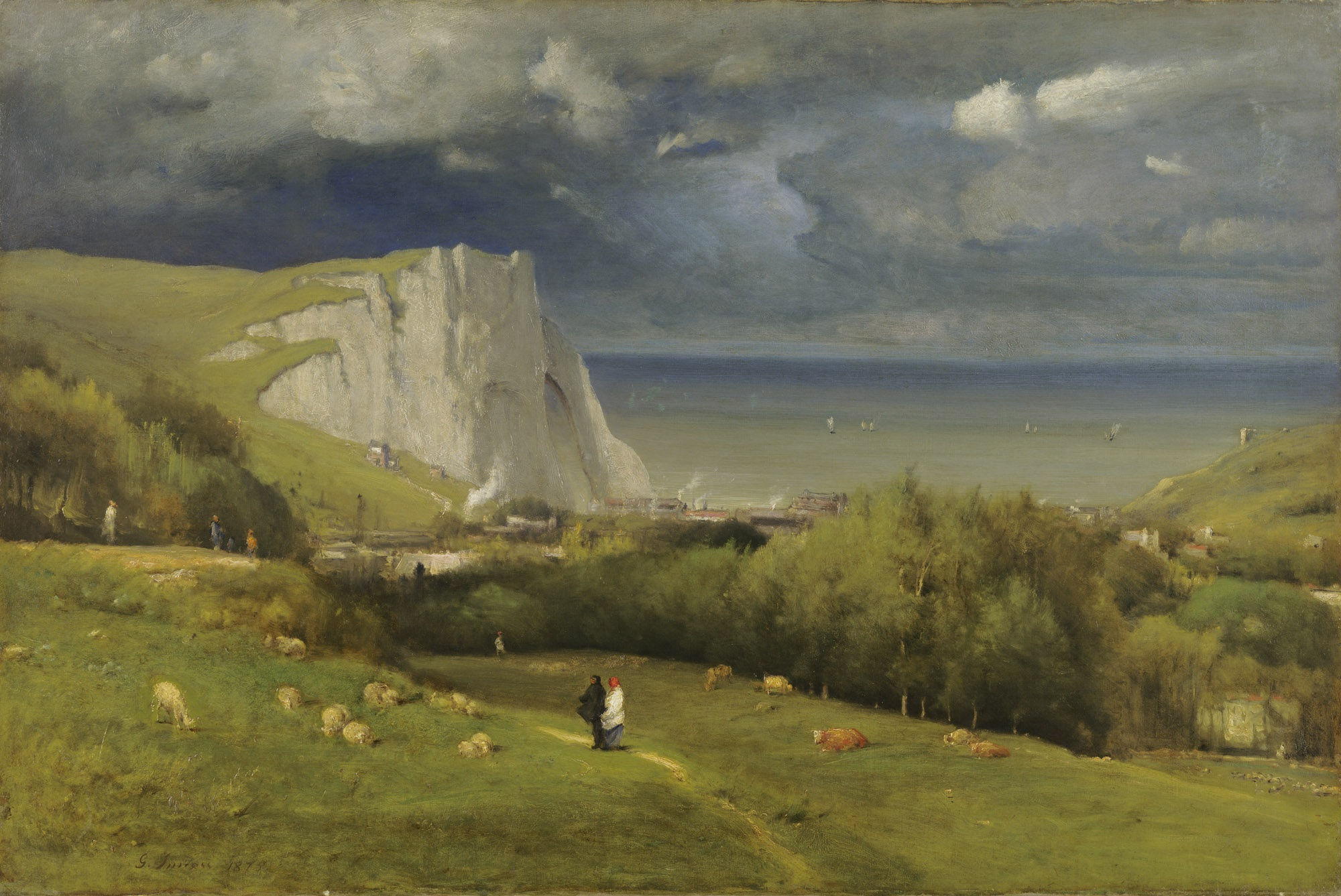
« Живописна скеля в Етрета, Франція», 1875 р.
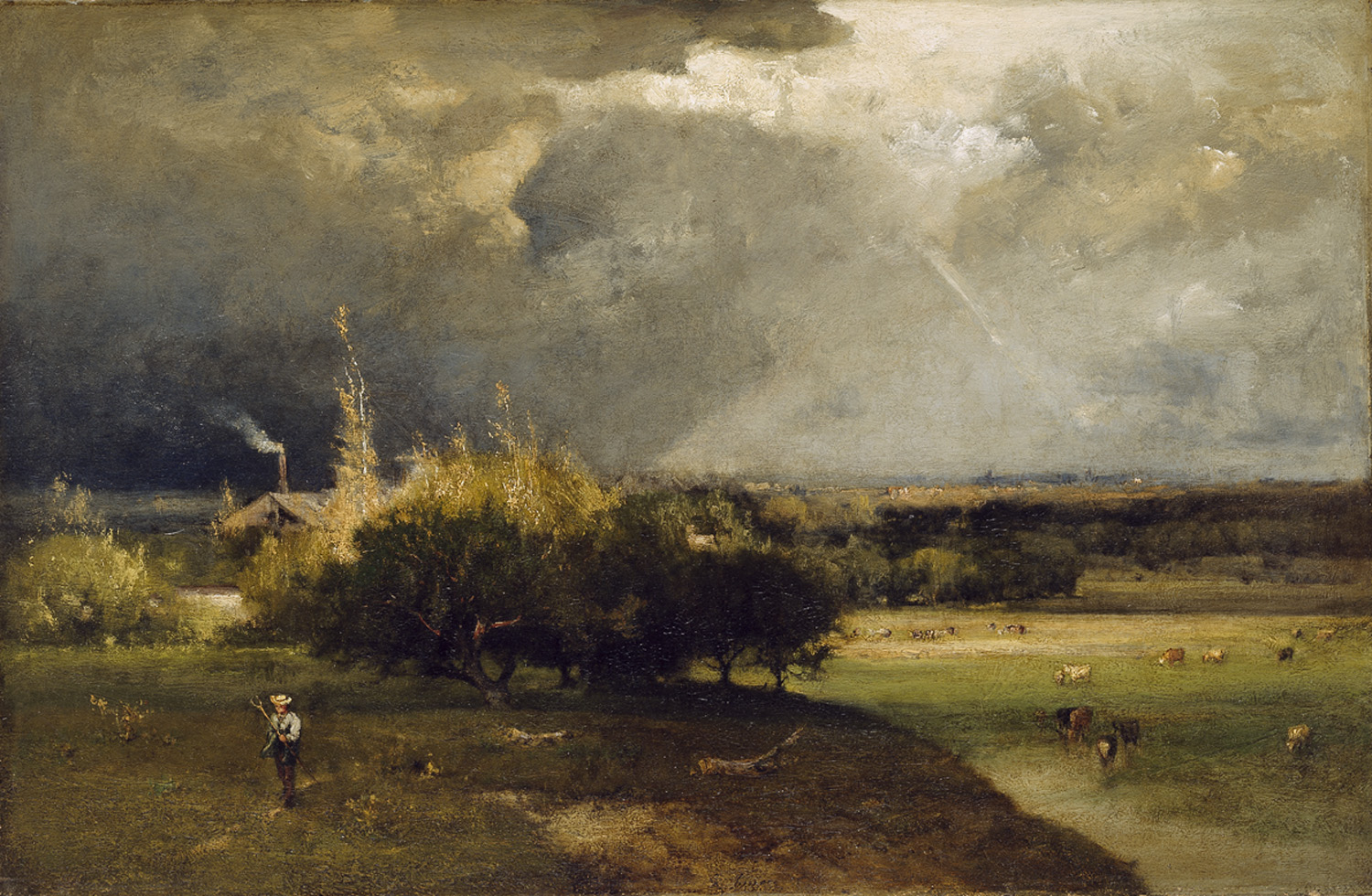
«Напередодні бурі», 1879 р.
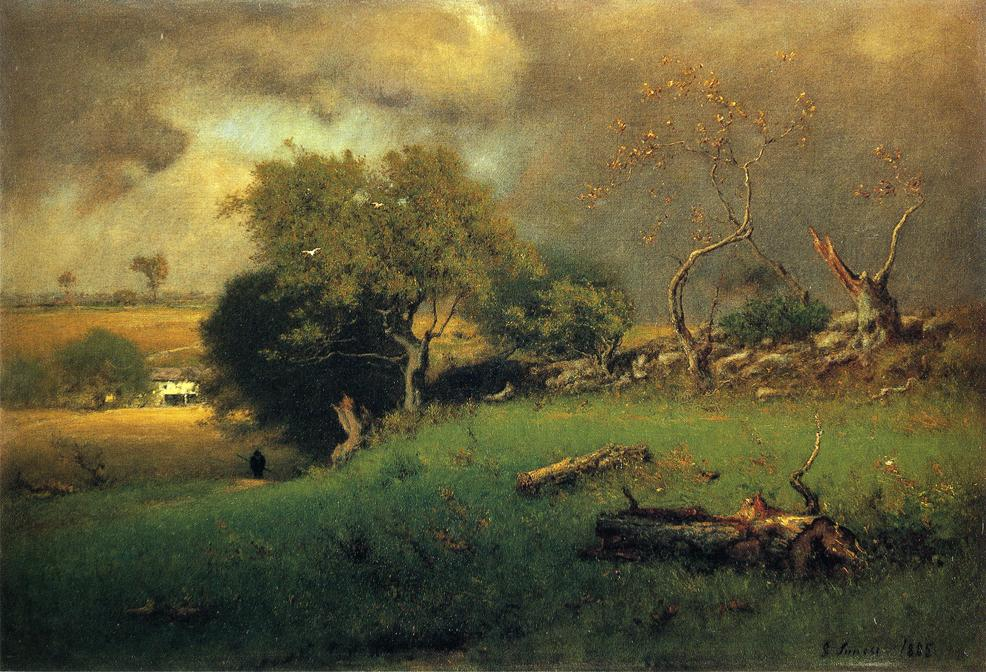
«Буревій», 1885 р.
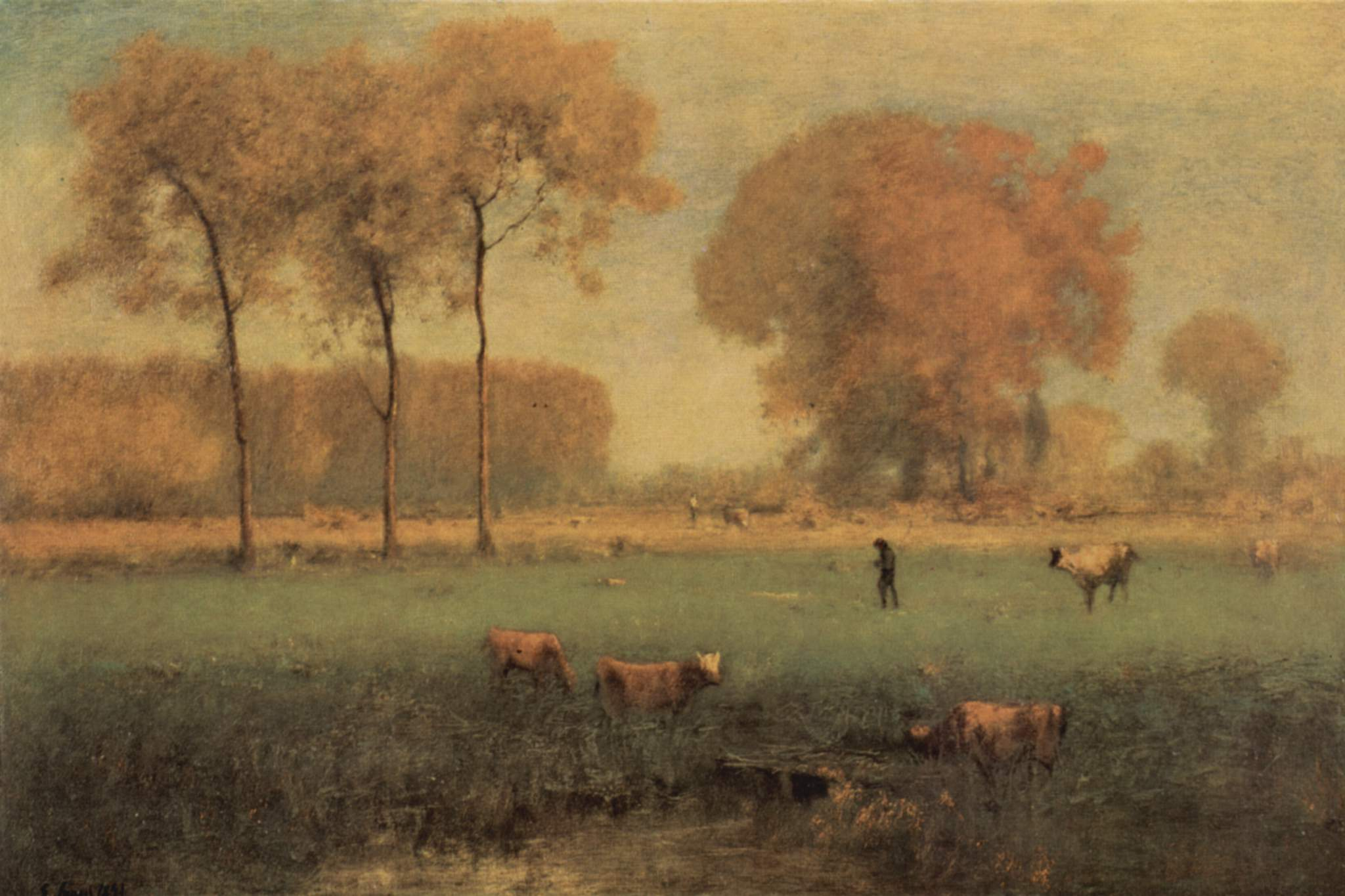
«Літо», 1894 р.

## Див. також

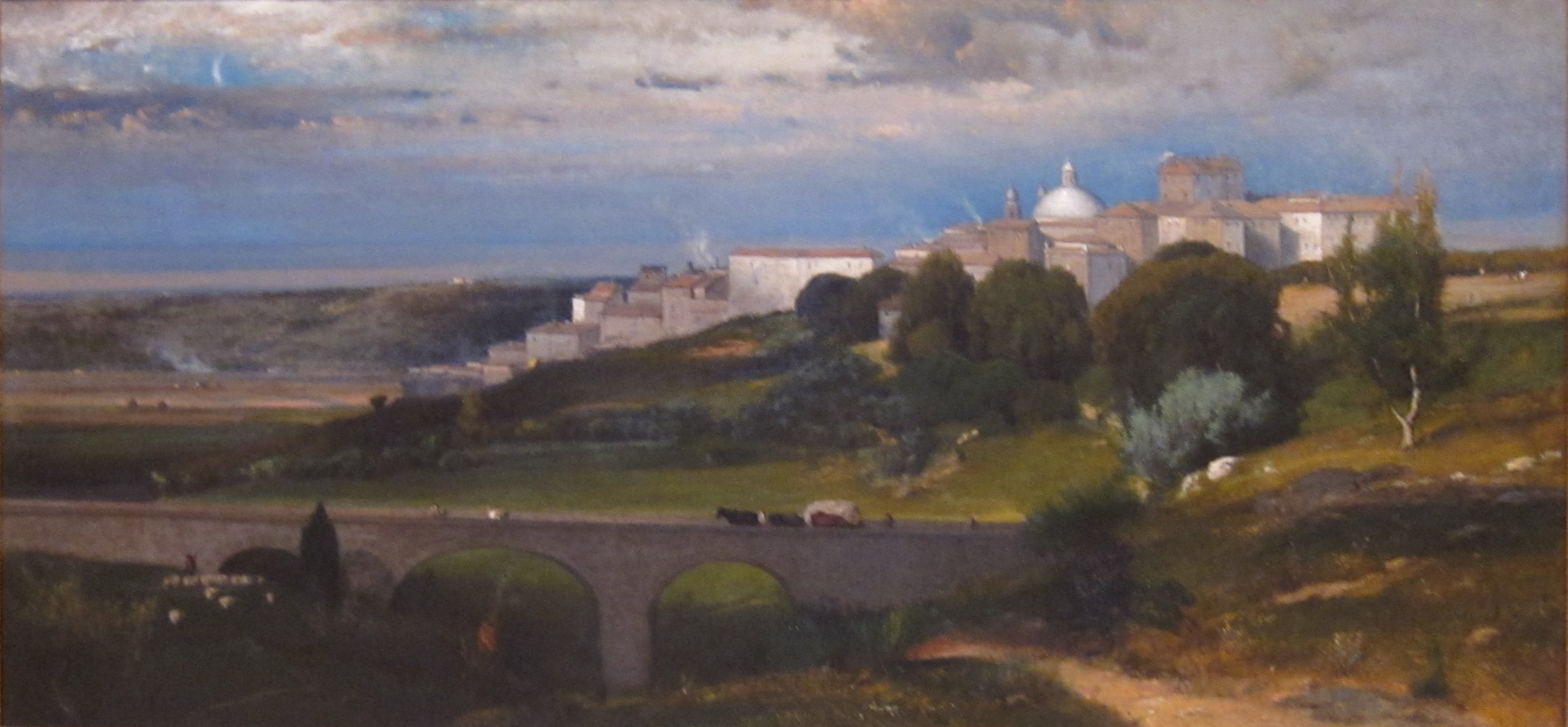
«Аріччя, Італія», 1874 р.